# Robert I. (Béthune)
Robert I. Faisseux (lat.: Robertus Faisceuls/Fasciculus) war ein Herr von Béthune in der historischen Landschaft Artois und ist der Stammvater des weitverzweigten Hauses Béthune. Er lebte an der Wende vom 10. zum 11. Jahrhundert.
Um das Jahr 1000 gründete Robertus Faisceuls Bethuniæ Dominus die Kirche Saint-Barthélemy in Béthune. Dies stellt die einzige historische Erwähnung zu seiner Person dar. Sein Sohn Robert II. bestätigte die Gründung einige Jahre später.
Roberts Beiname wird vom Fasces hergeleitet, dem Liktorenbündel, den er nach altem römischen Brauch als Zeichen seiner Recht sprechenden Autorität als Schutzherr (advocatus) der Abtei Saint-Vaast bei Arras vor sich her getragen haben könnte. In diesem Amt sind allerdings erst seine Nachkommen verbürgt. Auch wird seine familiäre Herkunft vom alten Grafenhaus von Arras angenommen. Sowohl die Erklärung des Beinamens als auch die vermutete Abstammung können nicht auf zeitgenössische Belege gestützt werden.